# Naklejki wypukłe
Naklejki wypukłe – rodzaj naklejki wykonywanej na folii samoprzylepnej, jednakże dodatkowo pokrytej warstwą żywicy. Tego typu naklejki mogą być wykonane w niemalże dowolny kształcie i kolorystyce. Zazwyczaj jednak producenci wykonują je w kolorystyce CMYK. Podkład, czyli pierwsza warstwa naklejki wypukłej stanowi zadrukowana folia samoprzylepna, która następnie zalewana jest warstwą żywicy poliuretanowej, której grubość wynosi ok. 2 mm. Naklejka wypukła wykonana w ten sposób jest elastyczna i bardziej wytrzymała od zwykłej naklejki. Żywica poliuretanowa ma wykończenie połyskujące. Dodatkowo naklejki wypukłe które nie są utwardzane UV, że nie żółkną oraz nie pękają z upływem czasu i w przypadku narażania na działanie promieni słonecznych. Zaletą naklejek pokrytych wspomnianą żywicą poliuretanową jest również odporność na działanie różnych czynników chemicznych.

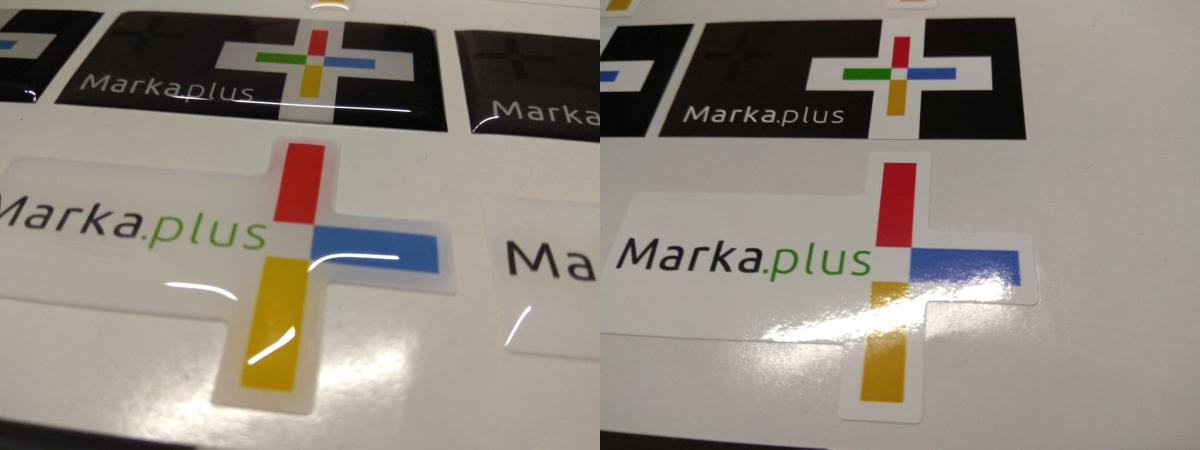
porównanie kolorystyki naklejki wypukłej i płaskiej

## Efekty wizualne
Specyficznych efektem, który można zaobserwować na naklejkach pokrytych żywicą jest złudzenie zmieszania się kolorów drukowanych na folii. Przykładem jest iluzja wykonania różowego tła, w przypadku zastosowania czerwonych elementów na białym. Przed zalaniem naklejki żywicą widać, iż kolor tła jest biały, tylko żywica działa jak pryzmat i tworzy iluzję zmieszania się farb.

## Zastosowanie
Naklejki wypukłe to produkt pozwalający na budowanie identyfikacji wizualnej firmy poprzez dotarcie do dużej liczby klientów bardzo niskim kosztem. To sposób na umieszczenie logo na produktach, gadżetach, samochodzie i wszędzie tam gdzie firma powinna pozostawić swój ślad. W Polsce naklejki wypukłe są popularnym sposobem na znakowanie produktów, za czym przemawia łatwość wykonania jak i stosunkowo niski koszt. Wykonawstwem tego typu zajmują się zakłady produkcyjne, które specjalizują się w wykonywaniu wyłącznie naklejek wypukłych, ale często drukarnie solwentowe wykonują tego typu produkty w formie rozszerzenia swojej oferty.

## Technologia doming
Naklejki wypukłe powstają w technologii, która w poligrafii nazywa się doming. Technologia doming polega na pokrywaniu powierzchni naklejek, przedmiotów lub folii przezroczystą warstwą dwuskładnikowego poliuretanu. Dawkowanie odbywa się w formie płynnej w procesie maszynowym. Maszyny dawkujące poliuretany w formie płynnej charakteryzują się wysoką precyzją i są programowane komputerowo. W produkcji naklejek wypukłych maszyna pokrywa automatycznie nadrukowane i wyplotowane arkusze folii samoprzylepnej. 